# 日耳曼敦 (馬里蘭州烏斯特縣)
日耳曼敦（英語：Germantown）是位於美國馬里蘭州烏斯特縣的一個非建制地區。

## 地理
日耳曼敦所處的海拔為高於海平面9米（即30英呎），而該地所採用的時區為UTC-5，即北美东部時區（EST）。同時該地設有夏令時間，為UTC-5調快一小時，即UTC-4（EDT）。